# Croatia Open
Croatia Open (sponsorizat în prezent de Plava laguna) este un turneu de tenis ATP masculin care se desfășoară la Umag, Croația, și face parte din categoria turneelor ATP 250.
Turneul a început în 1990 și este cel mai vechi turneu de tenis din Croația. A început ca Iugoslavia Open și de atunci se joacă în fiecare an. Se joacă pe terenuri cu zgură, în aer liber. Carlos Moyá a câștigat turneul de cinci ori (record); el deține, de asemenea, recordul pentru cele mai multe victorii consecutive (trei). Cea mai recentă victorie a sa a fost în 2007. În 2016, stadionul din centrul terenului a primit numele jucătorului de tenis croat Goran Ivanišević.

## Rezultate

### Simplu
| An   | Campion                                | Finalist                               | Scor                                   |
| ---- | -------------------------------------- | -------------------------------------- | -------------------------------------- |
| 1990 | Goran Prpić                            | Goran Ivanišević                       | 6–3, 4–6, 6–4                          |
| 1991 | Dimitri Poliakov                       | Javier Sánchez                         | 6–4, 6–4                               |
| 1992 | Thomas Muster                          | Franco Davín                           | 6–1, 4–6, 6–4                          |
| 1993 | Thomas Muster (2)                      | Alberto Berasategui                    | 7–5, 3–6, 6–3                          |
| 1994 | Alberto Berasategui                    | Karol Kučera                           | 6–2, 6–4                               |
| 1995 | Thomas Muster (3)                      | Carlos Costa                           | 3–6, 7–6(7–5), 6–4                     |
| 1996 | Carlos Moyá                            | Félix Mantilla                         | 6–0, 7–6(7–4)                          |
| 1997 | Félix Mantilla                         | Sergi Bruguera                         | 6–3, 7–5                               |
| 1998 | Bohdan Ulihrach                        | Magnus Norman                          | 6–3, 7–6(7–0)                          |
| 1999 | Magnus Norman                          | Jeff Tarango                           | 6–2, 6–4                               |
| 2000 | Marcelo Ríos                           | Mariano Puerta                         | 7–6(7–1), 4–6, 6–3                     |
| 2001 | Carlos Moyá (2)                        | Jérôme Golmard                         | 6–4, 3–6, 7–6(7–2)                     |
| 2002 | Carlos Moyá (3)                        | David Ferrer                           | 6–2, 6–3                               |
| 2003 | Carlos Moyá (4)                        | Filippo Volandri                       | 6–4, 3–6, 7–5                          |
| 2004 | Guillermo Cañas                        | Filippo Volandri                       | 7–5, 6–3                               |
| 2005 | Guillermo Coria                        | Carlos Moyá                            | 6–2, 4–6, 6–2                          |
| 2006 | Stanislas Wawrinka                     | Novak Djokovic                         | 6–6(1–3), retired                      |
| 2007 | Carlos Moyá (5)                        | Andrei Pavel                           | 6–4, 6–2                               |
| 2008 | Fernando Verdasco                      | Igor Andreev                           | 3–6, 6–4, 7–6(7–4)                     |
| 2009 | Nikolai Davîdenko                      | Juan Carlos Ferrero                    | 6–3, 6–0                               |
| 2010 | Juan Carlos Ferrero                    | Potito Starace                         | 6–4, 6–4                               |
| 2011 | Alexandr Dolgopolov                    | Marin Čilić                            | 6–4, 3–6, 6–3                          |
| 2012 | Marin Čilić                            | Marcel Granollers                      | 6–4, 6–2                               |
| 2013 | Tommy Robredo                          | Fabio Fognini                          | 6–0, 6–3                               |
| 2014 | Pablo Cuevas                           | Tommy Robredo                          | 6–3, 6–4                               |
| 2015 | Dominic Thiem                          | João Sousa                             | 6–4, 6–1                               |
| 2016 | Fabio Fognini                          | Andrej Martin                          | 6–4, 6–1                               |
| 2017 | Andrei Rubliov                         | Paolo Lorenzi                          | 6–4, 6–2                               |
| 2018 | Marco Cecchinato                       | Guido Pella                            | 6–2, 7–6(7–4)                          |
| 2019 | Dušan Lajović                          | Attila Balázs                          | 7–5, 7–5                               |
| 2020 | Anulat din cauza pandemiei de COVID-19 | Anulat din cauza pandemiei de COVID-19 | Anulat din cauza pandemiei de COVID-19 |
| 2021 | Carlos Alcaraz                         | Richard Gasquet                        | 6–2, 6–2                               |
| 2022 | Jannik Sinner                          | Carlos Alcaraz                         | 6–7(5–7), 6–1, 6–1                     |
| 2023 | Alexei Popyrin                         | Stan Wawrinka                          | 6–7(5–7), 6–3, 6–4                     |
| 2024 | Francisco Cerúndolo                    | Lorenzo Musetti                        | 2–6, 6–4, 7–6(7–5)                     |
| 2025 | Luciano Darderi                        | Carlos Taberner                        | 6−3, 6−3                               |

### Dublu
| An   | Campioni                                  | Finaliști                              | Scor                                   |
| ---- | ----------------------------------------- | -------------------------------------- | -------------------------------------- |
| 1990 | Vojtěch Flégl Daniel Vacek                | Andrei Cherkasov Andrei Olhovskiy      | 6–4, 6–4                               |
| 1991 | Gilad Bloom Javier Sánchez                | Richey Reneberg David Wheaton          | 7–6, 2–6, 6–1                          |
| 1992 | David Prinosil Richard Vogel              | Sander Groen Lars Koslowski            | 6–3, 6–7, 7–6                          |
| 1993 | Filip Dewulf Tom Vanhoudt                 | Jordi Arrese Francisco Roig            | 6–4, 7–5                               |
| 1994 | Diego Pérez Francisco Roig                | Karol Kučera Paul Wekesa               | 6–2, 6–4                               |
| 1995 | Luis Lobo Javier Sánchez (2)              | David Ekerot László Markovits          | 6–4, 6–0                               |
| 1996 | Pablo Albano Luis Lobo (2)                | Ģirts Dzelde Udo Plamberger            | 6–4, 6–1                               |
| 1997 | Dinu Pescariu Davide Sanguinetti          | Dominik Hrbatý Karol Kučera            | 7–6, 6–4                               |
| 1998 | Neil Broad Piet Norval                    | Jiří Novák David Rikl                  | 6–1, 3–6, 6–3                          |
| 1999 | Mariano Puerta Javier Sánchez (3)         | Massimo Bertolini Cristian Brandi      | 3–6, 6–2, 6–3                          |
| 2000 | Álex López Morón Albert Portas            | Ivan Ljubičić Lovro Zovko              | 6–1, 7–6(7–2)                          |
| 2001 | Sergio Roitman Andrés Schneiter           | Ivan Ljubičić Lovro Zovko              | 6–2, 7–5                               |
| 2002 | František Čermák Julian Knowle            | Albert Portas Fernando Vicente         | 6–4, 6–4                               |
| 2003 | Álex López Morón (2) Rafael Nadal         | Todd Perry Thomas Shimada              | 6–1, 6–3                               |
| 2004 | José Acasuso Flávio Saretta               | Jaroslav Levinský David Škoch          | 4–6, 6–2, 6–4                          |
| 2005 | Jiří Novák Petr Pála                      | Michal Mertiňák David Škoch            | 6–3, 6–3                               |
| 2006 | Jaroslav Levinský David Škoch             | Guillermo García López Albert Portas   | 6–4, 6–4                               |
| 2007 | Lukáš Dlouhý Michal Mertiňák              | Jaroslav Levinský David Škoch          | 6–1, 6–1                               |
| 2008 | Michal Mertiňák (2) Petr Pála (2)         | Carlos Berlocq Fabio Fognini           | 2–6, 6–3, [10–5]                       |
| 2009 | František Čermák (2) Michal Mertiňák (3)  | Johan Brunström Jean-Julien Rojer      | 6–4, 6–4                               |
| 2010 | Leoš Friedl Filip Polášek                 | František Čermák Michal Mertiňák       | 6–3, 7–6(9–7)                          |
| 2011 | Simone Bolelli Fabio Fognini              | Marin Čilić Lovro Zovko                | 6–3, 5–7, [10–7]                       |
| 2012 | David Marrero Fernando Verdasco           | Marcel Granollers Marc López           | 6–3, 7–6(7–4)                          |
| 2013 | Martin Kližan David Marrero (2)           | Nicholas Monroe Simon Stadler          | 6–1, 5–7, [10–7]                       |
| 2014 | František Čermák (3) Lukáš Rosol          | Dušan Lajović Franko Škugor            | 6–4, 7–6(7–5)                          |
| 2015 | Máximo González André Sá                  | Mariusz Fyrstenberg Santiago González  | 4–6, 6–3, [10–5]                       |
| 2016 | Martin Kližan (2) David Marrero (3)       | Nikola Mektić Antonio Šančić           | 6–4, 6–2                               |
| 2017 | Guillermo Durán Andrés Molteni            | Marin Draganja Tomislav Draganja       | 6–3, 6–7(4–7), [10–6]                  |
| 2018 | Robin Haase Matwé Middelkoop              | Roman Jebavý Jiří Veselý               | 6–4, 6–4                               |
| 2019 | Robin Haase Philipp Oswald                | Oliver Marach Jürgen Melzer            | 7–5, 6–7(2–7), [14–12]                 |
| 2020 | Anulat din cauza pandemiei de COVID-19    | Anulat din cauza pandemiei de COVID-19 | Anulat din cauza pandemiei de COVID-19 |
| 2021 | Fernando Romboli David Vega Hernández     | Tomislav Brkić Nikola Ćaćić            | 6–3, 7–5                               |
| 2022 | Simone Bolelli Fabio Fognini              | Lloyd Glasspool Harri Heliövaara       | 5–7, 7–6(8–6), [10–7]                  |
| 2023 | Blaž Rola Nino Serdarušić                 | Simone Bolelli Andrea Vavassori        | 4–6,7–6(7–2), [15–13]                  |
| 2024 | Guido Andreozzi Miguel Ángel Reyes-Varela | Manuel Guinard Grégoire Jacq           | 6–4, 6–2                               |
| 2025 | Romain Arneodo Manuel Guinard             | Patrik Trhac Marcus Willis             | 7−5, 7−6(7−2)                          |